# Cryptodiaporthe castanea
Cryptodiaporthe castanea är en svampart som först beskrevs av Tul. & C. Tul., och fick sitt nu gällande namn av Lewis Edgar Wehmeyer 1934. Cryptodiaporthe castanea ingår i släktet Cryptodiaporthe och familjen Gnomoniaceae.   Inga underarter finns listade i Catalogue of Life.